# 4041 Miyamotoyohko
4041 Miyamotoyohko è un asteroide della fascia principale. Scoperto nel 1988, presenta un'orbita caratterizzata da un semiasse maggiore pari a 3,0143466 UA e da un'eccentricità di 0,0507866, inclinata di 11,21198° rispetto all'eclittica.